# Робер, Луи-Леопольд
Луи-Леопольд Робер (фр. Louis Léopold Robert; 13 мая 1794 г. Ла-Шо-де-Фон — 20 марта 1835 г. Венеция) — швейцарский художник.

## Жизнь и творчество
Луи-Леопольд Робер родился 13 мая 1794 года в Ла-Шо-де-Фоне. Изучал художественное мастерство в Париже у гравёра Эдуарда Жирарде, тоже швейцарца, и у живописца Жака-Луи Давида. При их поддержке он в 1818 году приезжает в Рим, где увлекается жанровой живописью.
Основу его картин составляли сделанные художником зарисовки из повседневной жизни простых итальянцев. Особым интересом пользовались его полотна, посвящённые жизни разбойников. В 1822 году Луи-Леопольд Робер длительное время живёт в Неаполе и здесь начинает работу над одним из наиболее значительных своих произведений — картиной «Импровизатор». После длительных эскизных и подготовительных работ, это полотно было закончено в 1823 году. В 1831 году Л. Робер проживает несколько месяцев в Париже, и с 1832 года постоянно живёт в Венеции. Согласно свидетельствам его знакомых, в этот период художник страдал от приступов депрессии и меланхолии.
20 марта 1835 года он совершает самоубийство на почве несчастной любви к принцессе Шарлотте Бонапарт, бывшей ранее его ученицей.

## Память
В честь художника его именем названа одна из главных улиц его родного города Ла-Шо-де-Фон — авеню Леопольда Робера.

## Творческое наследие
В XIX веке жанровые полотна из итальянской жизни работы Луи Робера пользовались большим успехом у публики, несмотря на некоторую идеализацию будней, присущую им.
Полотна Л. Робера хранятся в коллекциях крупнейших музеев Парижа (Лувр), Берлина, Рима и др.

## Галерея

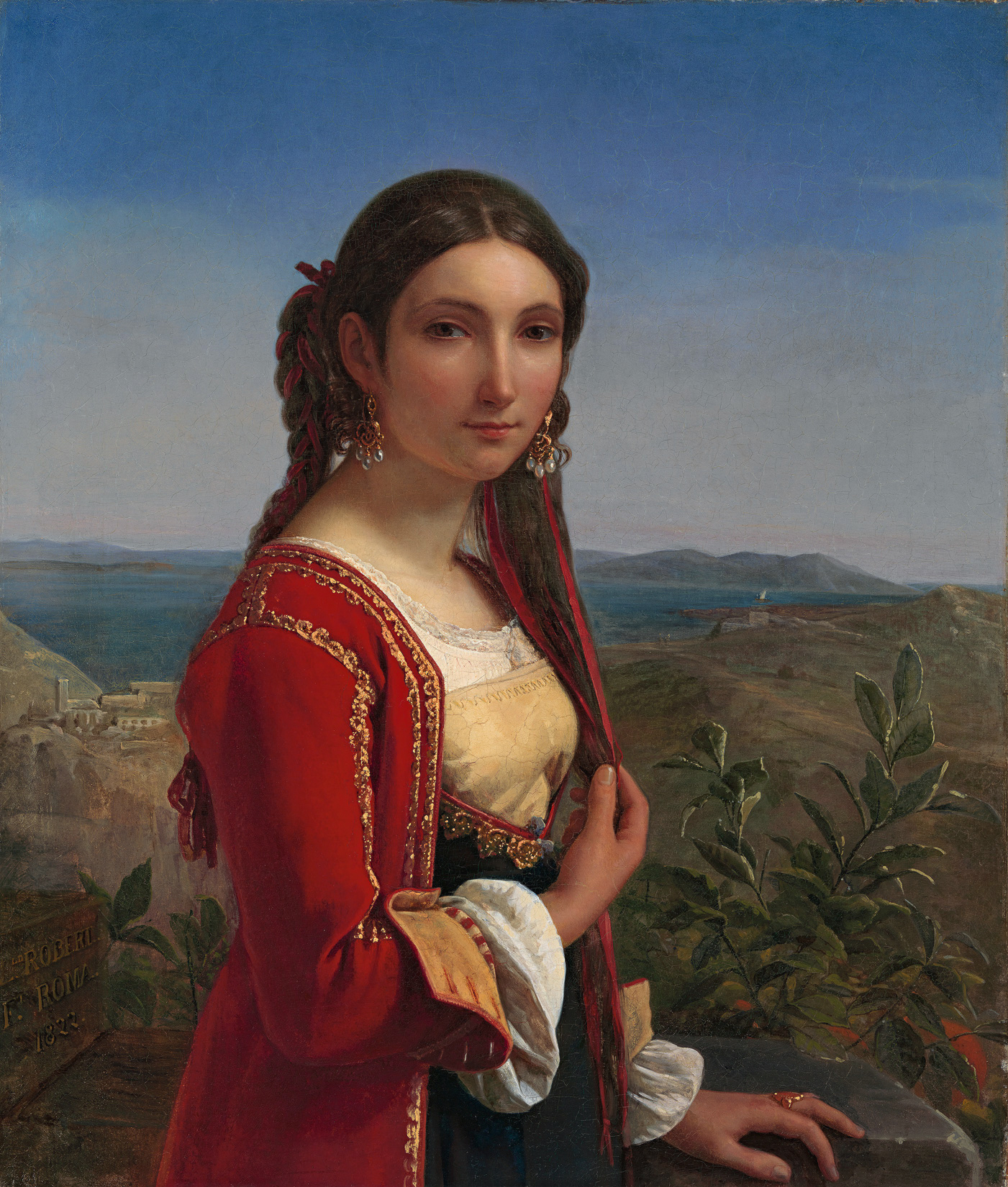
Портрет девушки из Ретуны.
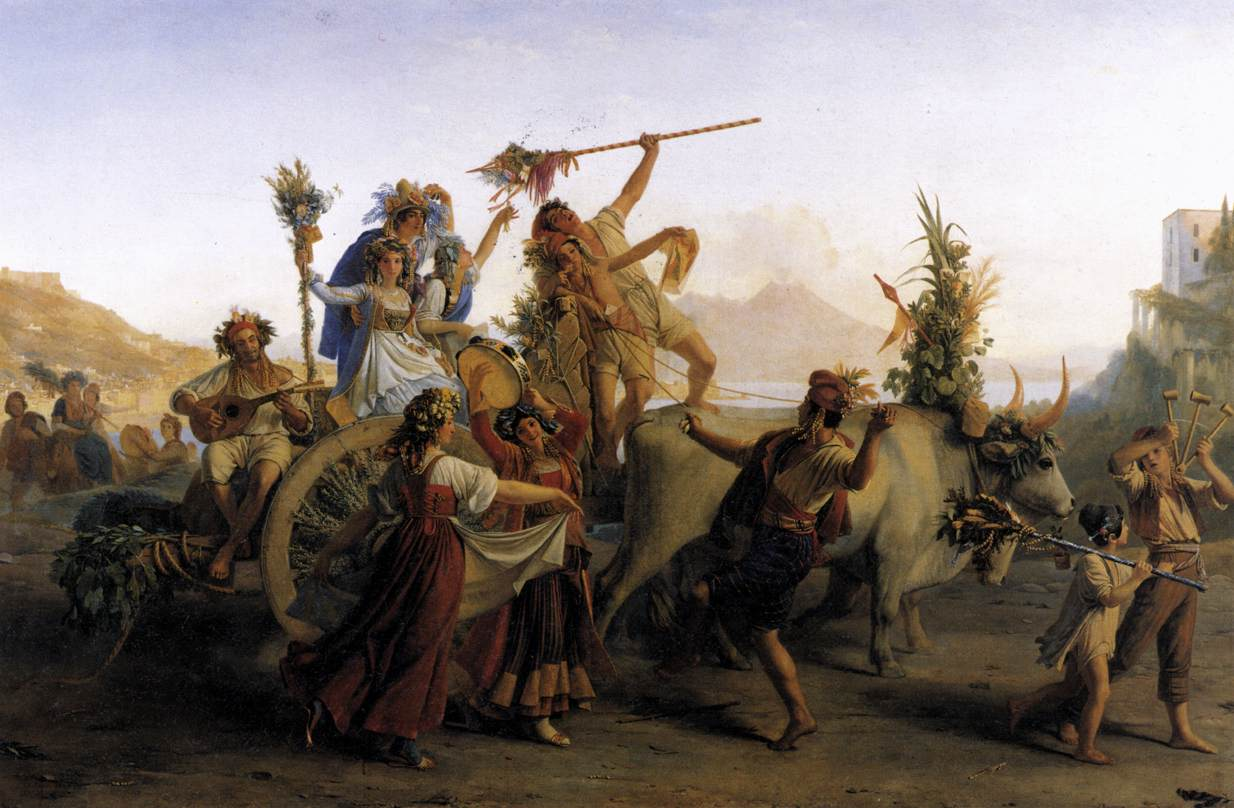
Возвращение с праздника Мадонны Акрской (1827).
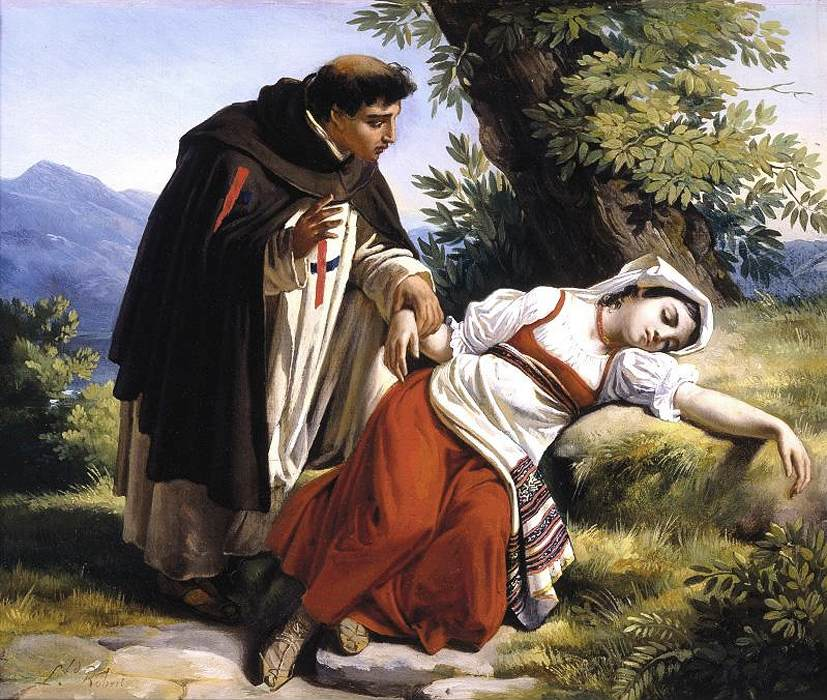
Молодой монах на прогулке встречает римскую крестьянку.
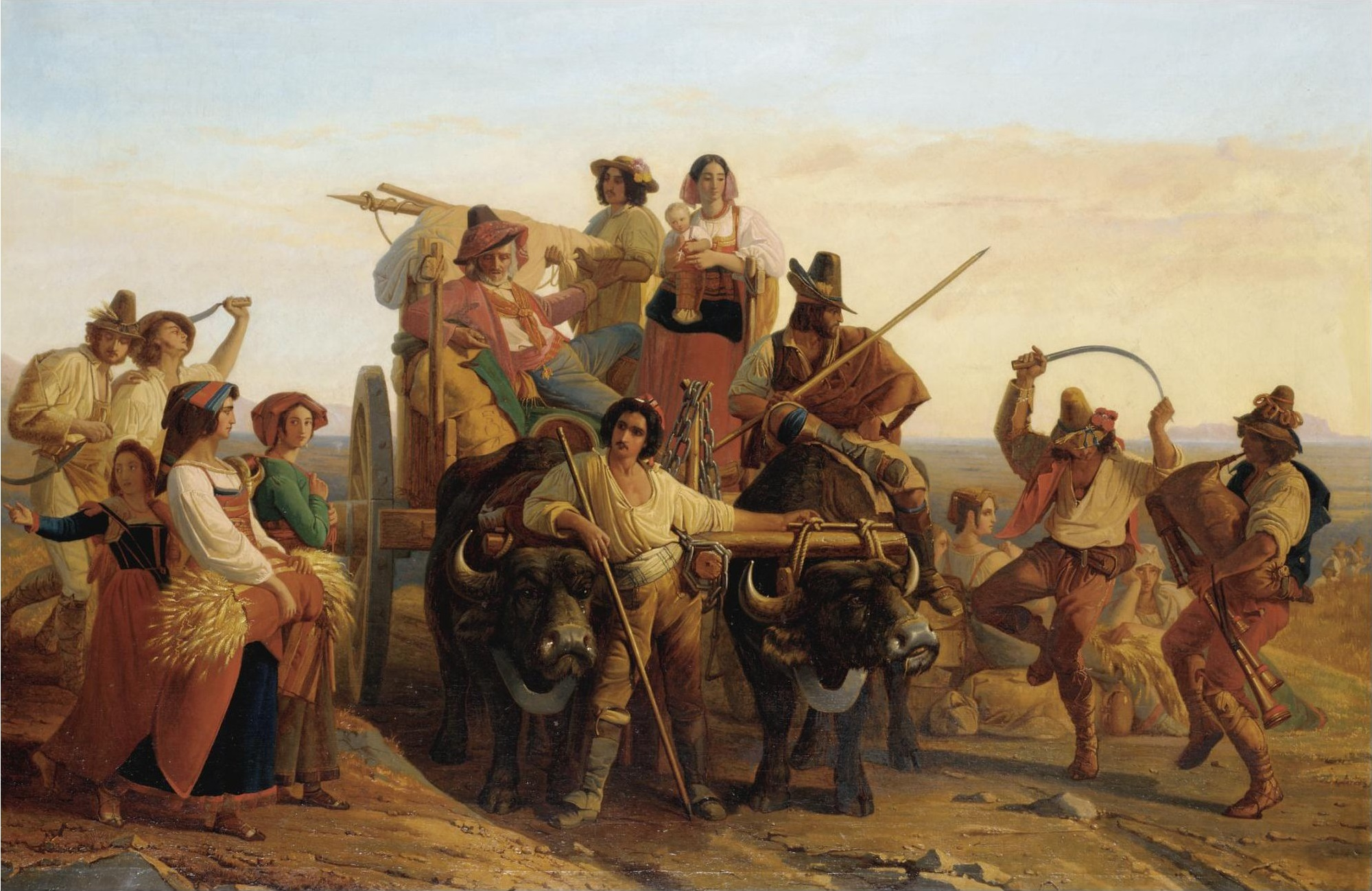
Прибытие жнецов в Понтийские болота в окрестностях Рима.